# 불나비
"불나비"는 1965년 공개된 대한민국의 영화이다.

## 배역
- 김지미
- 신영균 : 성훈 역
- 최남현 : 민병태 역
- 황승리
- 박암
- 전창근
- 박기수
- 김상국
- 김칠성
- 전영주
- 최성
- 이예성
- 임운학
- 곽태용
- 박성근
- 임생출
- 이영